# Rolf Gölz
Rolf Gölz (Bad Schussenried, 30 september 1962) is een voormalig Duits wielrenner.

## Carrière
Op de Olympische Spelen van 1984 won Gölz twee medailles bij het baanwielrennen: een zilveren medaille op de individuele achtervolging en brons bij de ploegenachtervolging. In 1985 werd hij Duits kampioen op de weg.
Zowel in 1987 als in 1988 won Gölz een etappe in de Ronde van Frankrijk. In 1993 stopte hij met professioneel wielrennen. Sindsdien zat hij onder meer in de gemeenteraad van Bad Schussenried en was hij ploegleider bij Team Gerolsteiner. Ook was hij wielercommentator bij de ZDF en schreef hij een boek over wielerklassiekers. Tegenwoordig heeft hij een fietsenwinkel in Bad Waldsee.

## Belangrijkste overwinningen
1985
- 2e, 4e en 5e (deel B) etappe Ruta del Sol
- Eindklassement Ruta del Sol
- Florence-Pistoia

1986
- Ronde van Campanië

1987
- 15e etappe Ronde van Frankrijk
- Kampioenschap van Zürich
- Eindklassement Ruta del Sol
- 1e en 2e etappe Ronde van de Haut-Var
- Eindklassement Ronde van de Haut-Var

1988
- 8e etappe Ronde van Frankrijk
- Ronde van Piëmont
- Ronde van Ierland
- Waalse Pijl
- Parijs-Brussel
- Milaan-Turijn

1989
- Milaan-Turijn

1992
- 1e en 5e etappe Ronde van de Middellandse Zee
- Eindklassement Ronde van de Middellandse Zee

## Resultaten in voornaamste wedstrijden
| Jaar | Ronde van Italië | Ronde van Frankrijk | Ronde van Spanje |
| ---- | ---------------- | ------------------- | ---------------- |
| 1985 |                  |                     |                  |
| 1986 |                  |                     |                  |
| 1987 |                  | 49e (1)             |                  |
| 1988 |                  | 91e (1)             |                  |
| 1989 |                  | opgave              |                  |
| 1990 |                  |                     |                  |
| 1991 |                  | 79e                 |                  |
| 1992 |                  | uitgesloten         |                  |

| Jaar | Milaan-San Remo | Gent-Wevelgem | Ronde van Vlaanderen | Amstel Gold Race | Luik-Bast.‑Luik | Ronde van Lombardije | Waalse Pijl | Parijs-Brussel | Rund um den Henninger-Turm |  | WK op de weg |  | Wereldranglijsten |
| ---- | --------------- | ------------- | -------------------- | ---------------- | --------------- | -------------------- | ----------- | -------------- | -------------------------- |  | ------------ |  | ----------------- |
| 1985 |                 |               |                      |                  |                 | 17e                  | 15e         | 69e            | Brons                      |  | 15e          |  |                   |
| 1986 |                 |               |                      |                  | 11e             | 14e                  | 9e          |                | 24e                        |  | 75e          |  |                   |
| 1987 | 14e             |               |                      |                  | 29e             |                      | ↑           |                |                            |  | 4e           |  | 15e (SPP)         |
| 1988 | 9e              |               | 69e                  | 10e              | 57e             |                      | ↑           | Goud           |                            |  | 68e          |  |                   |
| 1989 |                 |               |                      | 77e              | 24e             | 8e                   | 21e         | 119e           |                            |  |              |  |                   |
| 1990 | ↑               |               |                      |                  | 27e             |                      | 78e         |                | 6e                         |  |              |  |                   |
| 1991 |                 | 35e           | 4e                   | 51e              | 16e             | 84e                  | 56e         |                |                            |  | 30e          |  | 16e (UWB)         |
| 1992 | 69e             | 98e           | 17e                  |                  | 43e             |                      |             |                |                            |  |              |  |                   |